# Rhamnus lycioides subsp. oleoides
Rhamnus lycioides subsp. oleoides é uma subespécie de planta com flor pertencente à família Rhamnaceae. 
A autoridade científica da subespécie é (L.) Jahand. & Maire, tendo sido publicada em Catalogue des Plantes du Maroc 2: 476. 1932.
Os seus nomes comuns são espinheiro-preto ou fura-panelas.

## Portugal
Trata-se de uma subespécie presente no território português, nomeadamente em Portugal Continental.
Em termos de naturalidade é nativa da região atrás indicada.

## Protecção
Não se encontra protegida por legislação portuguesa ou da Comunidade Europeia.